# Волков, Юрий Николаевич (политик)
Ю́рий Никола́евич Во́лков (р. 19 сентября 1954, Ленинград) — депутат Государственной думы VI созыва от «Единой России», заместитель председателя Государственной Думы Федерального Собрания Российской Федерации IV (2005—2007), V (2007—2011) созывов. Член комитета ГД по конституционному законодательству и государственному строительству. Член Высшего совета партии «Единая Россия». Член Совета Федерации Федерального собрания РФ.

## Биография
Родился 19 сентября 1954 года в Ленинграде. В 1982 году окончил Ленинградский государственный университет. В 1982—1983 гг. — ассистент кафедры гражданского процесса юридического факультета ЛГУ.
Январь 1983 — февраль 1991 — служил в рядах Советской Армии. По данным газеты КоммерсантЪ служил в органах госбезопасности.
В 1991 году — помощник генерального директора СП КТБ «Континент». В 1992-1995 гг. — генеральный директор АОЗТ «Александр Невский». Апрель 1995 г. — август 1996 г. — главный специалист отдела по работе с правоохранительными органами Управления административных органов мэрии Санкт-Петербурга. 
Август 1996 — май 1998 - заместитель главы администрации Петроградского района мэрии Санкт-Петербурга. Июль 1998 — июль 2000 — первый заместитель генерального директора государственного предприятия «Топливно-энергетический комплекс Санкт-Петербурга».
В 2000—2001 гг. — начальник Управления по работе с органами власти субъектов РФ Северо-Западного федерального округа.
В 2001—2002 гг. — представитель главы Республики Коми в Совете Федерации.
В январе-сентябре 2002 г. — член Совета Федерации от администрации Ненецкого автономного округа. В 2001—2002 г. — полномочный представитель Совета Федерации в Генеральной прокуратуре России. Член Комитета Совета Федерации по международным делам.
В 2002—2003 гг. — советник председателя Совета Федерации России.
В 2003—2005 гг. — член Генерального совета, руководитель Центрального исполнительного комитета партии «Единая Россия».
С 2003 г. — депутат Государственной Думы. Член Комитета ГД по информационной политике.
С 21 сентября 2015 года по 22 января 2020 года — член Совета Федерации Федерального собрания РФ от исполнительного органа власти Калужской области.

## Личная жизнь и семья
Ю. Н. Волков женат, четверо детей.

## Награды и звания
- 1981 г. — орден «Знак Почёта»
- 2006 г. — орден Дружбы
- 2007 г. — Благодарность Президента Российской Федерации[4]
- 2008 г. — Благодарность Президента Российской Федерации[5]
- 2009 г. — почётное звание «Заслуженный юрист Российской Федерации»
- Действительный государственный советник РФ третьего класса.